# Капјан
Капјан (фр. Capian) насеље је и општина у југозападној Француској у региону Аквитанија, у департману Жиронда која припада префектури Бордо.
По подацима из 2011. године у општини је живело 668 становника, а густина насељености је износила 36,64 становника/km². Општина се простире на површини од 18,23 km². Налази се на средњој надморској висини од 110 метара (максималној 115 m, а минималној 17 m).

## Демографија
| 1962. | 1968. | 1975. | 1982. | 1990. | 1999. | 2011. |
| ----- | ----- | ----- | ----- | ----- | ----- | ----- |
| 564   | 623   | 591   | 669   | 602   | 624   | 668   |

График промене броја становника у току последњих година